# Iglesia de Santa Eulalia de Terán
La iglesia de Santa Eulalia se encuentra en el núcleo poblacional de Terán de la localidad de Cabuérniga (Cantabria) y de la cual es su templo parroquial, así como un importante espacio cultural y social para los habitantes de la zona. Se sitúa en el entorno natural de “La Castañera”, un lugar excepcional donde un conjunto de castaños, entre ellos alguno centenario de los muchos que hubo en su día, son mudos testigos que aportan su singular belleza al entorno del monumento religioso.
(En diciembre de 2003 se publicó en el Boletín Oficial de Cantabria la Resolución de 12 de diciembre de 2003 para la incoación de expediente de declaración de Bien de Interés Local (BIL) de esta zona como Conjunto Histórico de Terán, para la preservación de las edificaciones de construcción tradicional.)

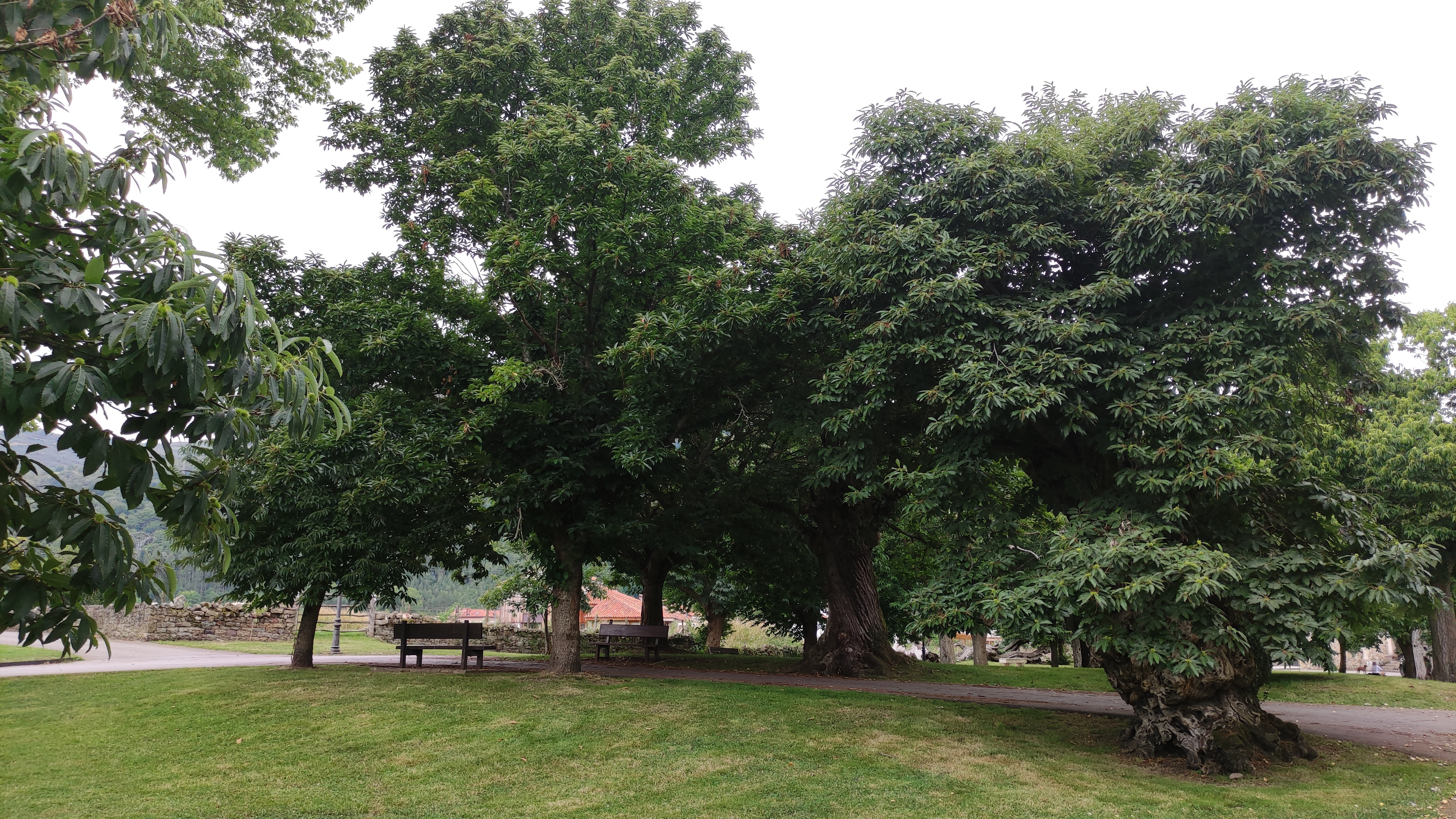
La Castañera de Terán

## Historia
Este templo data del siglo XVIII, aunque otros autores sitúan su origen en la segunda mitad del siglo XVII. Con el paso del tiempo el templo fue modificando su morfología y uso, dejando atrás su origen monasterial para reconvertirse en centro religioso, cultural y social del valle.
El criterio que sitúa los orígenes del templo en el siglo XI se corrobora, entre otros datos, por la fecha de su unión con el monasterio de San Pedro de Otero, del año 1090, (actualmente en ruinas desde 1916) dando fe de su antigüedad. A este respecto se cita en una publicación electrónica dedicada al municipio de Herrerías (Cantabria) la posible existencia de un documento de donación de San Pedro de Otero por algunos habitantes de “Valdeceles” (hoy Celis) a la actual parroquia de Terán, entonces Monasterio de Santa Eulalia de Cabuérniga.
La primera mención documental al “Monasterio de Santa Eulalia de Cabuérniga” data de 1096.(Aparece referenciado en el Diccionario de historia eclesiástica de España. Tomo II CSIC Madrid 1974. Página 1537)
Sobre la posible datación de los orígenes del templo cabe destacar los documentos de la Chancillería de Valladolid en los que podemos leer:

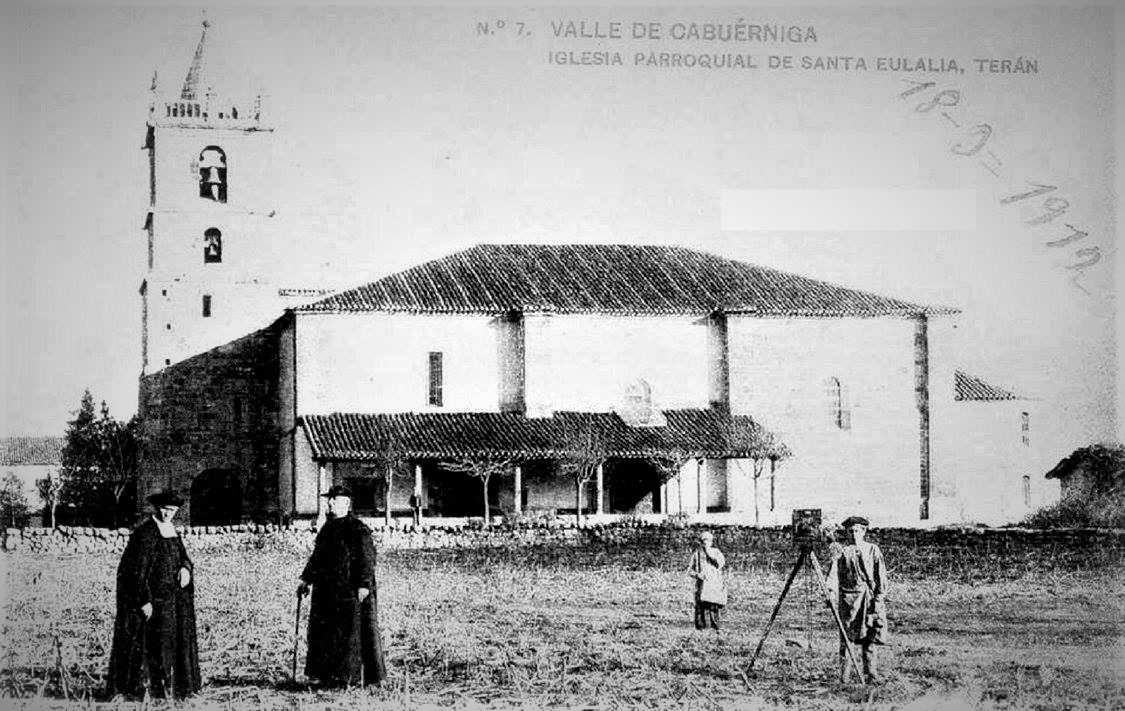
Iglesia de Santa Eulalia de Terán (1912)

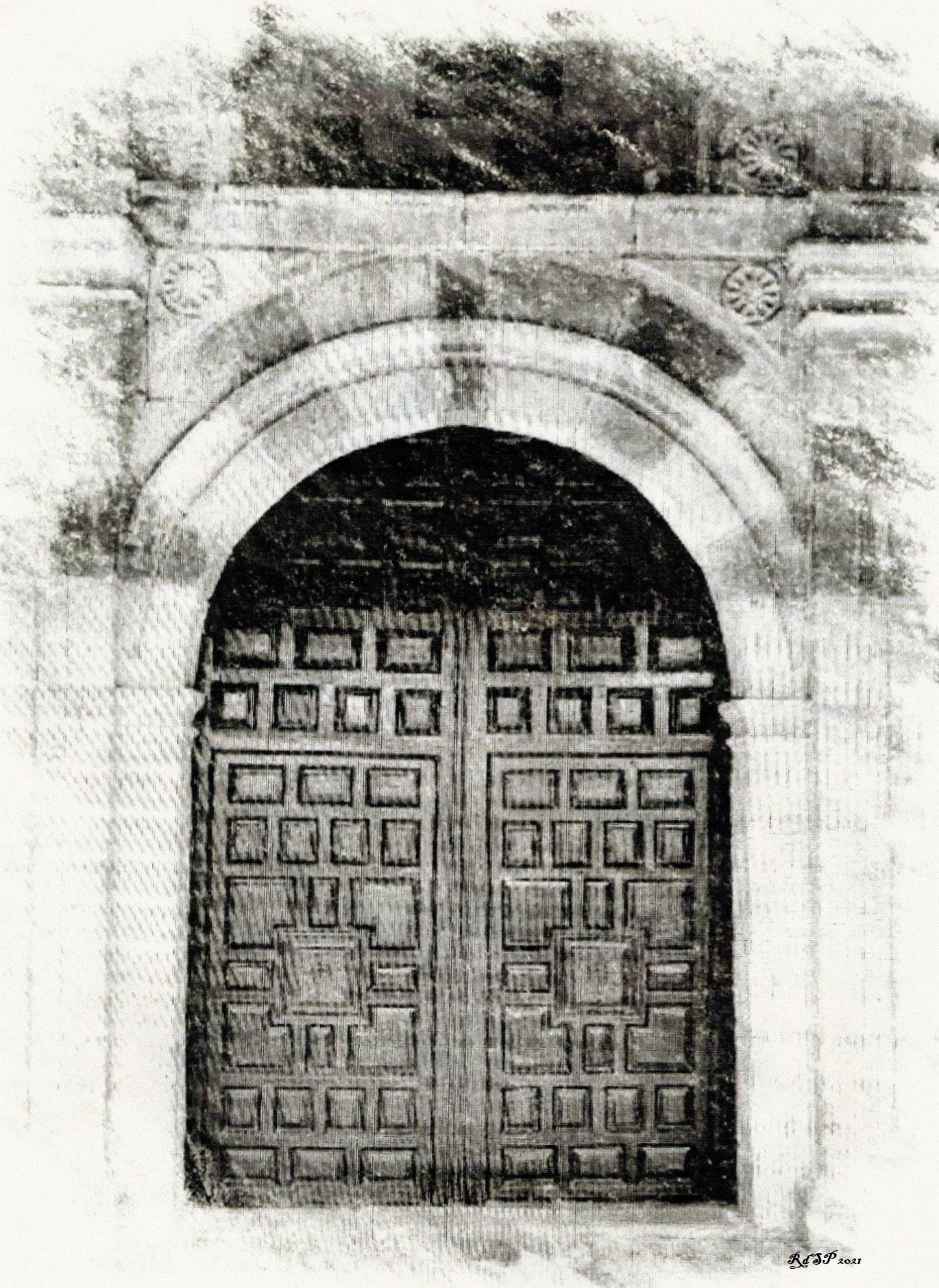
Portada de pilastras superpuestas, situada en el atrio en la fachada sur.

“en la iglesia parroquial de Santa Olalla del dicho valle, en la capilla mayor della abían tenido e tenían un sepulcro alto, donde estaba enterrado el caballero que llamaban de Terán, que abía oído dezir, quanto abía que tenía notizia, abía sido uno de los caballeros del Çid, en el qual no se abía enterrado otra ninguna persona”

En 1838 fue bautizado en la iglesia de Santa Eulalia José María Cos y Macho (natural de Terán y uno de los hijos más ilustres de esta localidad) quien fue obispo de Mondoñedo y Madrid-Alcalá así como arzobispo de Santiago de Cuba y de Valladolid.

### Tumbas de lajas
En 2007 se realizaron trabajos en el exterior de la iglesia donde, un equipo dirigido por el Catedrático de Historia y arqueólogo Ramón Bohigas Roldán recuperó restos de una necrópolis. Actualmente, las tumbas halladas, algunas de la etapa visigoda, se encuentran totalmente documentadas y los restos humanos encontrados fueron analizados por el Médico forense y antropólogo Francisco Etxeberría Gabilondo.
En 2015, el doctor en arqueología Enrique Gutiérrez Cuenca en su tesis doctoral sobre Génesis y evolución del cementerio medieval en Cantabria, escribe lo siguiente:

"En la proximidad de Santa Eulalia de Terán se localizaron tumbas de lajas como consecuencia de diversas obras. Durante la excavación de las zanjas para la traída de aguas aparecieron lajas de caliza y restos humanos. Cuando se construyó la vivienda que está al sureste de la iglesia aparecieron dos tumbas de lajas, compuestas por varias losas, con restos óseos en su interior. En 1964 Miguel Ángel García Guinea pudo documentar el hallazgo de una tumba de lajas a unos 50 metros al oeste de la iglesia. Era una tumba construida con lajas de pizarra, con la cubierta compuesta por varias losas irregulares, orientada hacia el este. El interior de la caja quedaba dividida en dos por una losa colocada de forma transversal. En la mitad este la de menor tamaño, se conservaban un cráneo y otros huesos desordenados"

### Rehabilitación de la iglesia
En el año 2008 se llevaron a cabo trabajos de rehabilitación que se ejecutaron en dos fases. La primera consistió en la rehabilitación de la cubierta y el refuerzo de la estructura del templo. La segunda fase acometió la adecuación interior y exterior de la iglesia, abordando la reforma de fachadas y muros, las escaleras de la torre, así como el acondicionamiento de un nuevo suelo con la recolocación de las losas de piedra y nuevas tarimas, llevando a cabo también la restauración de varios elementos decorativos. (proyecto técnico elaborado por el arquitecto Carlos Navarro Chicharro).
En los trabajos previos a las obras de rehabilitación de la iglesia de Terán de Cabuérniga quedó al descubierto un yacimiento funerario en el interior del templo. Un hallazgo de restos humanos que podrían corresponder a los enterramientos que se ubicaban dentro de las iglesias durante los siglos siglo XVIII y siglo XIX.

## Descripción
La “Catedral de Terán", como cariñosamente la llaman los vecinos, tiene una superficie de 1100 metros cuadrados en su planta baja y de 373 metros cuadrados en su planta alta. Su factura clasicista es de tradición gótica. Es un edificio de planta rectangular, compuesto por tres naves de igual altura, estando en la cabecera de la nave central el ábside poligonal reforzado por contrafuertes diagonales, las naves quedan cerradas por una cubierta común dispuesta a cuatro aguas. Formando parte del conjunto principal y anexo al mismo aparecen una torre-campanario de cinco alturas, que se puede observar desde casi cualquier lugar del valle de Cabuérniga, de sección cúbica separadas por cornisas voladas, rematada por un reloj, una balaustrada de piedra adornada por pináculos piramidales y un chapitel cónico (estructura derivada de la tipología de otras torres Trasmeranas), en la fachada este se encuentra la sacristía que junto con el baptisterio fueron añadidos con posterioridad y en la fachada sur, se sitúa un atrio de grandes dimensiones. En el atrio, a la derecha de la puerta principal de acceso a la iglesia y fruto de la remodelación llevada a cabo en 2008, se ha colocado una tapa de sarcófago (ver galería de imágenes) aparecida durante la ejecución de las obras. Pudiera tratarse de parte del sepulcro del Caballero de Terán citado anteriormente.

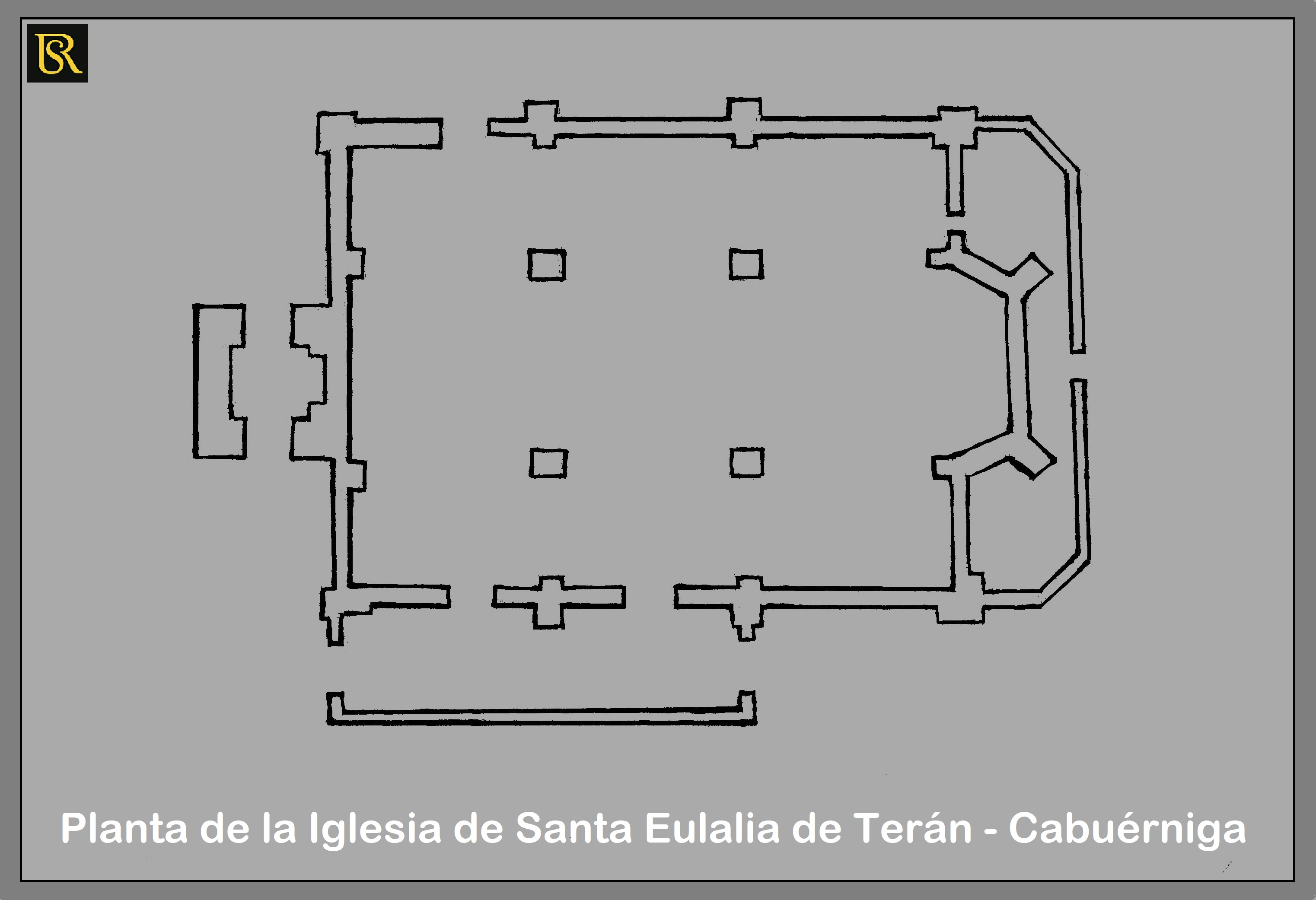

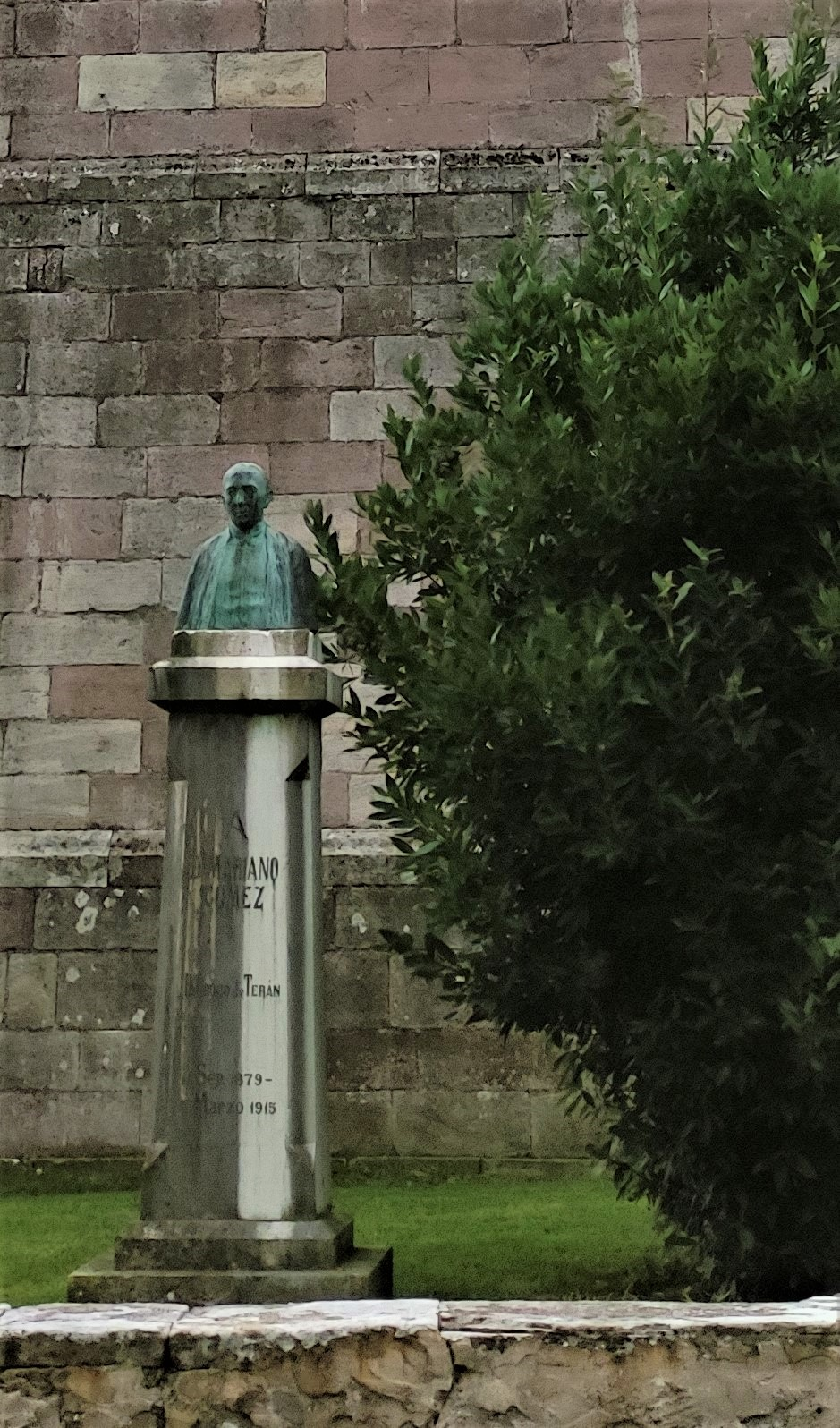
Monumento a D. Mariano Gómez, párroco arcipreste de Cabuérniga.

El conjunto está construido en piedra de mampostería con sillares en los esquinales, contrafuertes, vanos, torre-campanario y fachada principal. Se atribuye su fábrica a los talleres de cantería de Val de San Vicente, que en algunos aspectos se alinean con el modelo introducido por los maestros de Trasmiera. Si bien se aprecia algún elemento arquitectónico no habitual en la fábrica de este taller.
En el exterior, en la fachada oeste, podemos ver el monumento a D. Mariano Gómez, párroco arcipreste de Cabuérniga que llegó a ser rector del Seminario de Santander.
Entre las curiosidades del templo destacan sus numerosas puertas. «No todos podían entrar por donde quisieran», «Los de Terán entraban por una puerta, los de Valle por otra...», manifestaba Javier López Marcano, responsable de Cultura, Turismo y Deporte del Gobierno de Cantabria en el año 2008.

## Interior
El interior se configura al modo de la tradición gótica de planta salón (estilo heredado de una tipología del siglo XVI y que con posterioridad, como en este caso, fue introducido en las Asturias de Santillana ), con los techos cubiertos de grandes bóvedas de crucería que se asientan sobre cuatro gruesos pilares de piedra de base rectangular, rematados con claves decoradas con motivos vegetales, que con sus correspondientes pilastras soportan las nueve bóvedas de crucería.
El ábside está cubierto al igual que el resto del edificio por una bóveda de crucería y en él destaca un gran retablo mayor de estilo barroco de orden salomónico del siglo XVIII, los retablos del Ecce Homo, de San Francisco y de la Dolorosa con Cristo yacente.
Entre otras obras pictóricas hay un retrato al óleo del cardenal José María Cos y Macho realizado en 1912 atribuido al artista vallisoletano Pablo Puchol. También cabe reseñar unos lienzos de las Santas Justa y Rufina copia de las obras de Murillo y es de destacar también la singular factura del baptisterio.
A los pies de la nave central se levanta un coro de grandes dimensiones, construido íntegramente en madera, donde se ubica un singular órgano barroco.

### Órgano
Este órgano es de trompetería horizontal compuesto por 800 tubos, declarado bien de interés cultural (23 de febrero de 2012) publicado en el BOC del 13 de marzo de 2012, cuya construcción se atribuye al maestro organero palentino José Otorel y que fue donado a la iglesia de Santa Eulalia por el entonces arzobispo de Santiago de Cuba José María Cos y Macho en 1891. Permaneció fuera de uso desde 2008 (como consecuencia de la restauración del edificio) hasta 2020 en que se procedió a la restauración del órgano. En la declaración de bien de interés cultural en su categoría mueble se le define así: ”aunque la fachada de este órgano es neoclásica y la época de construcción plenamente romántica, su composición es la propia de un órgano barroco en la que predominan la lengüetería y los registros partidos…”
El 4 de abril de 2021 se celebró la inauguración del órgano restaurado con la celebración de un concierto a cargo del prestigioso organista, pianista y director de orquesta Alberto Sáez Puente.